# Бухта Дове
76°30′ пн. ш. 20°00′ зх. д. / 76.5° пн. ш. 20° зх. д.
Затока Дове (дан. Dove Bugt) — затока на Землі короля Фрідріха VIII, північно-східна Гренландія . Це частина території Національного парку Північно-Східної Гренландії .

## Етимологія
Кажуть, що бухта Дове була легендарним Брейдіфьордом із саг ісландців . 
Друга німецька північнополярна експедиція під керівництвом Карла Кольдевея назвала його Dove Bai на честь німецького фізика і метеоролога Генріха Вільгельма Дове (1803–79). 

## Географія

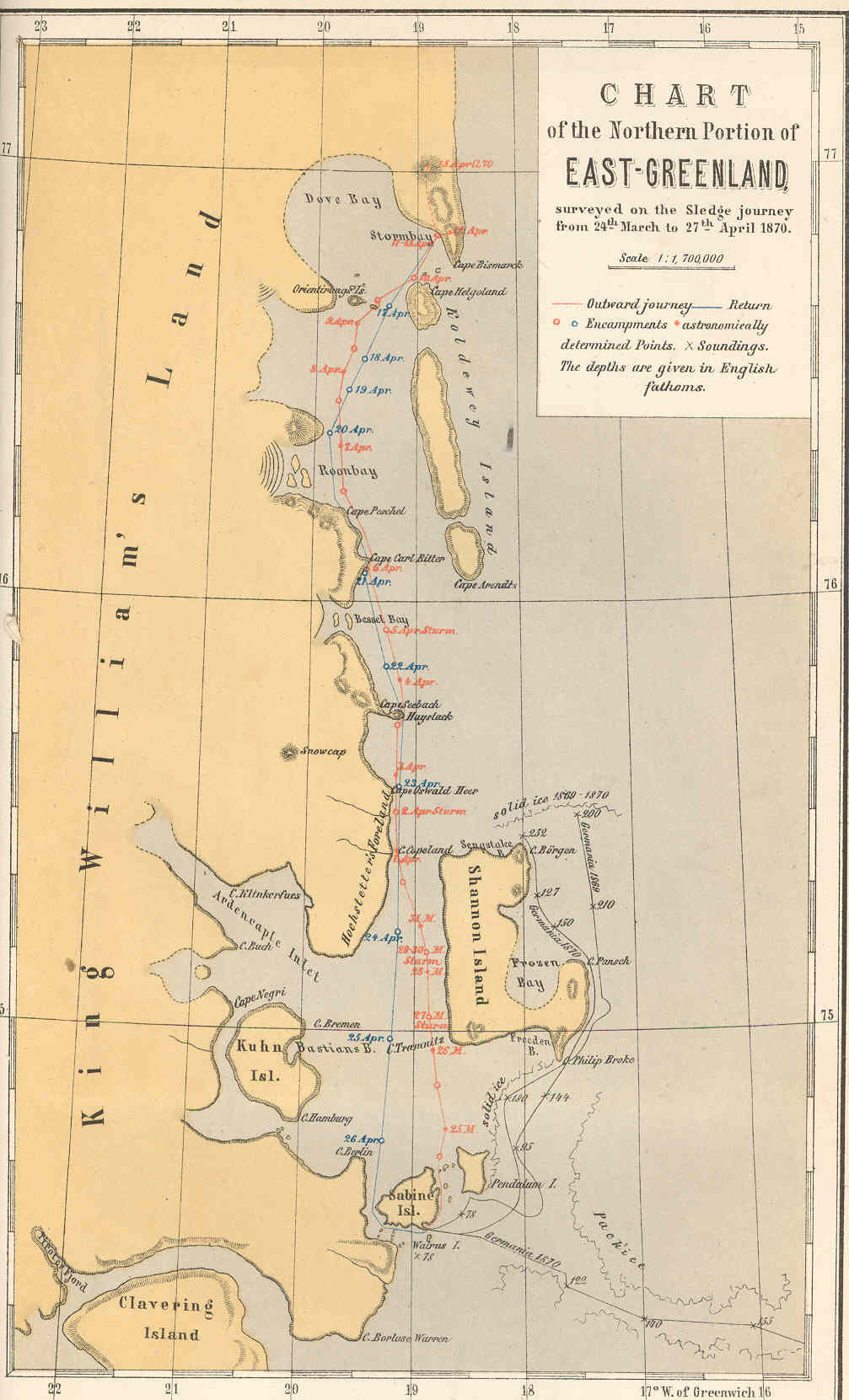
Карта північної частини Східної Гренландії 1870 року із затокою Дове

Затока Дове — велика затока, розташована між мисом Бісмарк на Землі Германії на півночі, складним скупченням прибережних островів на заході, Стор Колдевей на сході та Землею Адольфа С. Йенсена на південному заході. Окрім Сторе Колдевей, на периферії затоки є численні острови, такі як острів Едуарда, острів Годфреда Гансена, острів Ліндхарда, острів Нанок , Твіллінгерне та Джевлеен — із помітним Теуфелькапом . Існують також фіорди, такі як Мьоркефіорд і Хеллефіорд, що мають гирло в затоці. На півдні затока виходить у Гренландське море через протоку Сторебельт (Store Bælt) . 
Затока зазвичай вільна від льоду в серпні і вересні. Його води глибокі. 
Метеостанція Данмарксхавн розташована на північ від затоки на південному березі півострова Германія. 
|  |  |

## зовнішні посилання
- Вікісховище має мультимедійні дані за темою: Бухта Дове